# Снитко, Константин Константинович
Константин Константинович Снитко (4 августа 1895, Вильно, Российская империя — 13 марта 1967, Москва, СССР) — советский военный деятель, генерал-лейтенант инженерно-артиллерийской службы (08.09.1943), действительный член Академии артиллерийских наук (20.09.1946), доктор военных наук (1941), профессор (1941).

## Биография
Родился 4 августа 1895 года в Вильно, ныне город Вильнюс, Литва в семье станового пристава. Русский. Вскоре семья переехала к месту новой службы отца, где в декабре 1904 года отец был ранен в конфликте групп жителей разных национальностей и умер. В 1910 году семья Снитко переехала в Москву. С 1911 года — студент Московского университета.
На военной службе с 1912 года: юнкер Константиновского артиллерийского училища. С 1914 года — офицер 2-й гренадерской артиллерийской бригады, с 1917 года — старший офицер батареи на Западном фронте. За боевые отличия награждён орденами Святой Анны с мечами и Святого Станислава с мечами различных степеней. Последнее воинское звание в российской армии — штабс-капитан. В январе 1918 года уволен в запас. Работал сначала библиотекарем, а затем рабочим книжного склада общества «Кооперация» в Москве, одновременно учился в университете Щанявского.
В Красной армии с января 1919 года по мобилизации: инструктор 1-й артиллерийской школы командного состава Южного фронта. С апреля 1919 года — командир плавучей батареи Донской военной флотилии. С июля 1919 года — командир 2-го легко-артиллерийского дивизиона 40-й Богучарской стрелковой дивизии 8-й армии. С февраля 1920 года — командир 31-го Туркестанского тяжелого артиллерийского дивизиона. С апреля 1920 года — командир отдельной гаубичной батареи Кавказской армии труда. С сентября 1920 года — на излечении в госпитале. С октября 1920 года — командир 57-го гаубичного артиллерийского дивизиона 54-й стрелковой дивизии. С декабря 1920 года — в резерве инспектора артиллерии Западного фронта, переменный состав 1-го запасного артиллерийского дивизиона в Смоленске. Участник Гражданской войны в боевых действиях против Деникина и белополяков.
С мая 1921 года — командир 1-й батареи курсантов 43-х Глубоковских курсов в Полоцке. С августа 1921 года — командир батареи курсантов 43-х Полоцких объединенных курсов командного состава. С сентября 1922 года — слушатель химического факультета Артиллерийской академии РККА. С апреля 1928 года — начальник 4-го отделения Института химической обороны им. Осоавиахима Военно-химического управления в Москве. С декабря 1928 года — в Военно-технической академии РККА им. Ф. Э. Дзержинского: старший инженер химической лаборатории, с июля 1931 года — преподаватель. С июля 1932 года — в Артиллерийской академии им. Ф. Э. Дзержинского: руководитель специального технического цикла, с марта 1933 года — старший преподаватель химического цикла на кафедре взрывчатых веществ, с июня 1933 года — начальник кафедры взрывчатых веществ, одновременно в июле-сентябре 1934 года — временно исполняющий обязанности начальника факультета порохов и взрывчатых веществ. С марта 1942 года — начальник отдела боеприпасов — заместитель председателя Артиллерийского комитета Главного артиллерийского управления Красной армии по боеприпасам. С мая 1946 года — заместитель председателя Артиллерийского комитета Главного артиллерийского управления Вооруженных сил по боеприпасам артиллерии. С июля 1947 года по апрель 1950 года — академик-секретарь отделения баллистики и артиллерийского вооружения Академии артиллерийских наук. С апреля 1950 года по август 1952 года — член Президиума Академии артиллерийских наук. С августа 1952 года генерал-лейтенант инженерно-технической службы Снитко — в отставке по болезни.
Крупный специалист в области взрывчатых веществ. Успешно защитил диссертацию на соискание степени доктора технических наук на тему «Новые взрывчатые соединения» Написано более 30 научно-исследовательских работ по взрывчатым веществам. Все эти труды явились ценным вкладом в теорию взрывчатых веществ. Провел большую работу по вооружению артиллерии новыми типами боеприпасов.
Умер 13 марта 1967 года. Похоронен в Москве на Головинском кладбище.

## Награды
СССР
- орден Ленина (21.02.1945)[4][5]
- три ордена Красного Знамени (03.11.1944[5][6], 22.11.1944[7], 20.06.1949[5][8])
- орден Суворова II степени (17.11.1945)[9]
- орден Отечественной войны I степени (18.08.1943)[10]
- орден Трудового Красного Знамени (02.06.1942)[11]
- ордена Красной Звезды (07.12.1940) — «в связи с 120-й годовщиной Артиллерийской ордена Ленина Академии Красной Армии имени Дзержинского, за плодотворную работу по выращиванию и воспитанию артиллерийских кадров»[7]
  - медали в том числе:
  - «XX лет Рабоче-Крестьянской Красной Армии» (1938)[7]
  - «За оборону Москвы» (1944)[7]
  - «За победу над Германией в Великой Отечественной войне 1941—1945 гг.» (1945)[7]
  - «За победу над Японией» (1945)[7]

Российская империя
- орден Святой Анны 2-й ст. с мечами и бантом (19.02.1917)[12]
- орден Святого Станислава 2-й ст. с мечами и бантом (1915)[13]
- орден Святой Анны 3-й ст. с мечами и бантом (14.04.1916)[14]
- орден Святого Станислава 3-й ст. с мечами и бантом (14.02.1917)[15]
- орден Святой Анны 4-й ст. с надписью «За храбрость» (14.04.1915)[16]

## Труды
- Хлоратные и перехлоратные взрывчатые вещества. Л.: ВТА, 1932. 19 с.;
- К статье генерал-майора инженерно-технической службы Г. И. Покровского и инженера-механика Г. С. Цехановского «Артиллерийские средства борьбы с бронированными целями» //Известия ААН. 1949. Вып. 4 (соавтор Елягин Н. В.);
- За критическое отношение к трофейным материалам // Известия ААН. 1951. Вып. 21. С. 99-101;
- К вопросу о влиянии пороха на износ канала ствола огнестрельного оружия // Известия ААН. 1952. Вып. 23. С. 13-37;
- О конференции по вопросам кумуляции 24-26 ноября 1947 г. // Сборник докладов ААН. 1948. Вып. III;
- Рецензия на труды члена-корреспондента ААН профессора Б. Л. Кондрацкого — ЦАМО РФ. Ф. 70850. Он. 464496. Д. 82. Л. 29-44.